# 253 (číslo)
Dvě stě padesát tři je přirozené číslo, které následuje po čísle dvě stě padesát dva a předchází číslu dvě stě padesát čtyři. Římskými číslicemi se zapisuje CCLIII a řeckými číslicemi σνγ.

## Matematika
253 je:
- Poloprvočíslo
- Nešťastné číslo
- Nepříznivé číslo
- Trojúhelníkové číslo

## Chemie
- 253 je nukleonové číslo druhého nejstabilnějšího izotopu fermia[1]

## Astronomie
- (253) Mathilde je planetka hlavního pásu, kterou objevil v roce 1885 Johann Palisa

## Doprava
- Silnice II/253 je česká silnice II. třídy vedoucí na trase Dubí – Krupka – Chabařovice – Ústí nad Labem[2]

## Ostatní
- +253 je mezinárodní telefonní předvolba Džibutska

## Roky
- 253
- 253 př. n. l.